# ГЕС Xiǎoxuán
ГЕС Xiǎoxuán (小漩水电站) — гідроелектростанція у центральній частині Китаю в провінції Хубей. Знаходячись між ГЕС Панкоу (вище по течії) та ГЕС Huánglóngtān, входить до складу каскаду на річці Духе, правій притоці Ханьшуй (лівий доплив Янцзи).
У межах проекту річку перекрили греблею висотою 64 метри, яка утримує водосховище з об'ємом 22,5 млн м3 (корисний об'єм 6,8 млн м3) та припустимим коливанням рівня поверхні в операційному режимі між позначками 261,3 та 264 метри НРМ. Під час повені рівень об'єм може зростати до 36,7 млн м3.
Інтегрований у греблю машинний зал обладнали трьома бульбовими турбінами загальною потужністю 50 МВт, які використовують напір від 5,3 до 16,2 метра (номінальний напір 12,5 метра) та забезпечують виробництво 149 млн кВт-год електроенергії на рік.
Видача продукції відбувається по ЛЕП, розрахованій на роботу під напругою 220 кВ.